# Thomashuxleya
Thomashuxleya è un genere di mammiferi, fossili dell'Eocene inferiore, vissuti in Sudamerica.

## Descrizione
Il nome di questo animale, così complicato da pronunciare, deriva da quello di Thomas Henry Huxley, evoluzionista convinto e grande sostenitore delle idee di Charles Darwin.
Thomashuxleya era un rappresentante molto primitivo di quei mammiferi noti come notoungulati, caratteristici dell'America Meridionale. I resti di questo animale sono stati ritrovati in Argentina e testimoniano l'esistenza di un erbivoro lungo circa 1,5 metri, dalle caratteristiche molto primitive. Il corpo, lungo e relativamente basso sulle zampe, sosteneva una testa grossa ma dalla scatola cranica piccola. Thomashuxleya aveva grandi canini, adatti forse a strappare i tuberi e le radici di cui si cibava. Grossomodo, questo animale assomigliava a un cinghiale, soprattutto per lo stile di vita. La famiglia alla quale appartiene, gli isotemnidi, comprende forme eccezionalmente primitive; apparve nel Paleocene e si estinse nell'Oligocene.